# مايدا ماتسو
مايدا ماتسو وأيضاً تُعرف باسم اوتوماسوا نو كاتا (1617-1547)، وهي امرأة يابانية من القرن السادس عشر. كانت زوجة مايدا توشي، وهي التي أسست مجال كاجا دومين. ماتسوا كانت معروفة بذكائها؛ وبمهاراتها الأدبية والقتالية، كما إنها حاربت من أجل عشيرتها. وتم تخلديها من أجل إنقاذها لعشيرتها ماييدا من توكوغاوا ايه-ياسو في معركة سيكيغاهارا وحصار اوساكا.

## تضحية ماتسو
عندما أتُهمت عائلة ماتسو بتمرُدها ضد توكو غاوا ايه-ياسو وقُربها من عشيرة تويوتومي هيده-يوشي،  تعرضت لخطر إبادتها من قِبل عشيرة توكاغاوا في معركة سيكيغاهارا عام 1600. حيث أصبحت ماتسوا رهينة طوعاً لعاصمة إيدو، تضحيةً بنفسها لضمان بقاء عشيرة مايدا. وبعد هزيمة وانقراض عشيرة تويوتومي في حصار اوساكا في عام 1615، أصبحت حرة في الُمغادرة. وفي نهاية الأمر ماتت ماتسوا في قلعة كانازاوا لتصبح رمزاً وشخصيةً تحظي بكل الأحترام لعملها البطولي من أجل عشيرتها.